# Великолепная семёрка (фильм, 2016)
«Великолепная семёрка» (англ. The Magnificent Seven) — американский вестерн режиссёра Антуана Фукуа, ремейк одноимённого фильма 1960 года. Съёмочный период начался 18 мая 2015 года на севере города Батон-Руж в штате Луизиана. В США премьера фильма состоялась 8 сентября 2016 года, в Аргентине — 22 сентября, в России — 22 сентября.
Это последний фильм композитора Джеймса Хорнера, который погиб в 2015 году после написания части партитуры; его друг Саймон Франглен закончил музыку.

## Сюжет
Дикий Запад, 1879 год. Барон-разбойник и золотодобывающий магнат Бартоломью Боуг берёт под свой контроль пограничный город Роуз-Крик и подвергает его жителей принудительному труду в своих шахтах. Сверх того, он побуждает местных фермеров продавать ему свои земли за бесценок. После осуждения церковным собранием Боуг сжигает церковь и убивает группу восставших жителей во главе с Мэттью Калленом. 
Молодая вдова Мэттью Эмма Каллен, собрав у деморализованных поселенцев деньги, отправляется вместе со своим другом Тедди Кью на поиски охотников за головами, чтобы те помогли защитить город. В соседнем округе они встречают Сэма Чизема, чернокожего маршала, который, едва услышав о Боуге, соглашается им помочь.
С помощью Эммы и Тедди Чизем вербует сначала бесшабашного картёжника, но меткого стрелка Джошуа Фарадея, вслед за ним беглого бандита-мексиканца Васкеса, затем бывшего стрелка армии конфедератов Робишо и его напарника-корейца Билли Рокса и, напоследок, Джека Хорна, легендарного охотника за скальпами. В горах они встречают воина команчи по имени Красная Жатва, которого Чизем уговаривает присоединиться к отряду.
Семёрка проникает в Роуз-Крик, перестреляв, как в тире, 22 нанятых Боугом частных военных подрядчиков из Блэкстоуна, при этом из семёрки только у Робишо легкая царапина. Местного коррумпированного шерифа Харпа Чизем отправляет к находящемуся в Сакраменто Боугу сообщить, что они контролируют его владения и вызывают его на бой. Чёрный маршал предполагает, что через семь дней барон вернётся с новым отрядом. Эмма со своими наёмниками освобождает подневольных рабочих из болотного шахтного полигона, после чего всю оставшуюся неделю они проводят, укрепляя город и обучая местных жителей стрельбе и ножевому бою. Тем временем разъяренный Боуг, получив известие об освобождении Роуз-Крик, убивает Харпа и приказывает своему боевику, индейцу команчи Денали и его правой руке Маккану собрать целую армию. За ночь до прибытия карателей город оставляет пресытившийся убийствами в гражданскую войну Робишо, место которого занимает Эмма.
На следующее утро Боуг атакует со своей армией Роуз-Крик, укреплённый ловушками и динамитом. В кровопролитной схватке Маккену удаётся ранить Фарадея, но его тут же убивает метким выстрелом Васкес. Оборона города постепенно рушится, но на помощь возвращается испытывающий угрызения совести Робишо. Боуг с оставшимися наёмниками обстреливают Роуз-Крик с холма из картечницы Гатлинга, перебив не только многих жителей, но и собственных людей. Семёрка эвакуирует горожан и укрепляет последнюю линию обороны. Раненого Тедди Кью прикрывает от выстрелов гигант Хорн, но его расстреливает из своего лука Денали. Заметив в салуне вооружённых Эмму и Тедди, наёмник-команч собирается расправиться с ними, но гибнет в жестокой рукопашной схватке с Красной Жатвой. 
Новый обстрел из картечницы уносит жизни Робишо и Билли, но истекающему кровью Фарадею удаётся доскакать до холма с динамитной шашкой, ценою собственной жизни уничтожив и пулемёт, и оставшихся людей Боуга. Последний с двумя уцелевшими наёмниками бежит в город, чтобы вступить в схватку с Чиземом. Застрелив людей Боуга, чёрный маршал ранит в руку и разоружает его самого. Истекающий кровью Боуг скрывается в церкви, где настигший его Чизем рассказывает, как нанятые бароном бывшие конфедераты линчевали в 1867 году в Канзасе его семью.
Убеждая Боуга покаяться, Чизем пытается удавить его, но тот внезапно достаёт спрятанный в сапоге револьвер, после чего в барона стреляет появившаяся вовремя в дверях Эмма.
Горожане возвращаются в Роуз-Крик и благодарят за своё спасение Чизема, Васкеса и Красную Жатву, а Фарадея, Робишо, Билли и Хорна хоронят недалеко от города с почестями. В закадровом повествовании Эмма с любовью размышляет об их благородной жертве, прославившая их как «великолепных».

## В ролях
- Дензел Вашингтон — Сэм Чизем
- Крис Прэтт — Джошуа Фарадей
- Итан Хоук — Доброй ночи Робишо (в русском дубляже Стрелок Робишо)
- Винсент Д’Онофрио — Джек Хорн
- Ли Бён Хон — Билли Рокс
- Мануэль Гарсиа Рулфо — Васкес
- Мартин Сенсмайер — Красная Жатва
- Люк Граймс — Тедди Кью
- Хейли Беннетт — Эмма Каллен
- Мэтт Бомер — Мэттью Каллен
- Питер Сарсгаард — Бартоломью Боуг
- Джонатан Джосс — Денали

## Производство
Ремейк фильма с Томом Крузом в главной роли планировался ещё в 2012 году. Актёрский состав должны были дополнить Кевин Костнер, Морган Фримен и Мэтт Деймон. 4 декабря 2014 года в прессе появилось сообщение о том, что Крис Прэтт ведёт переговоры об утверждении Дензела Вашингтона на главную роль в фильме. 20 февраля 2015 года Хейли Беннетт назначили на роль вдовы, которая нанимает семерых охотников за головами, чтобы отомстить за убийство мужа. 20 мая 2015 года Питер Сарсгаард подписал контракт на роль злодея в фильме. В этот же день Майк Флеминг-мл. из Deadline подтвердил, что Джейсон Момоа покинул фильм, чтобы сыграть Аквамена.